# Parroquia Nuestra Señora de Balvanera (Buenos Aires)
La Parroquia Nuestra Señora de Balvanera es un templo católico localizado en el barrio de Balvanera de la ciudad autónoma de Buenos Aires.

## Historia
La parroquia de Balvanera fue fundada en 1833 durante el gobierno de Juan Manuel de Rosas. Su primer sacerdote fue Mariano Medrano Cabrera, y celebró el primer bautismo a Pedro José Crespo, el 16 de mayo de 1833. El primer matrimonio registrado fue el 2 de julio de ese mismo año, entre Justo Avalos, nacido en San Nicolás de los Arroyos, y Feliciana Leyva, de la ciudad de San Isidro. Fungieron como testigos Don Antonino Canaveri y Doña Lucrecia Calderón.
Hacia 1839 Rosas confió al arquitecto José Santos Sartorio, la construcción de un nuevo templo, el cual fue completado en 1842. Antonio Picarel estuvo a cargo de la construcción del domo de la parroquia.
La fachada actual del Parroquia Nuestra Señora de Balvanera fue completada en 1930.

## Galería

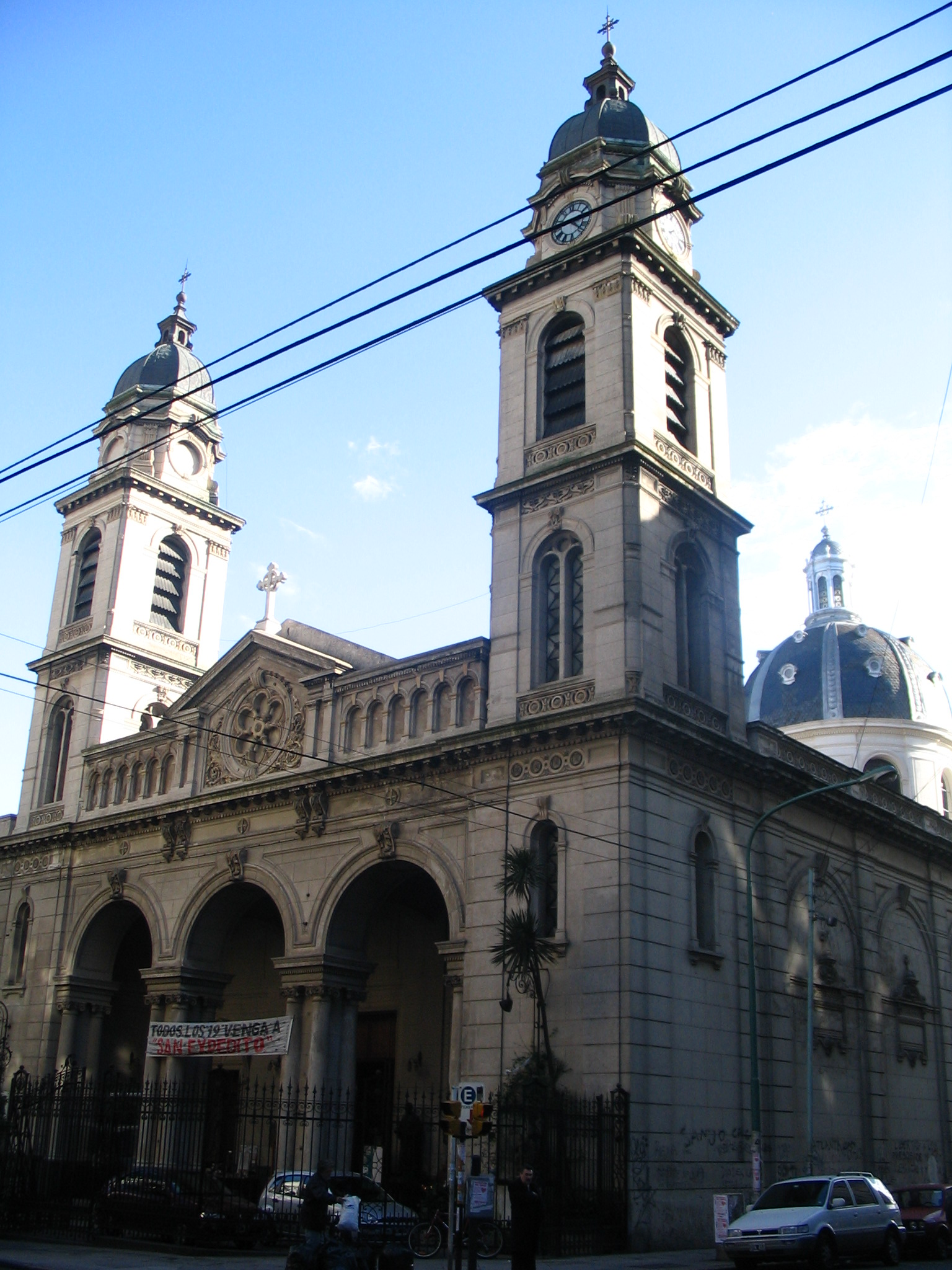
Balvanera Iglesia
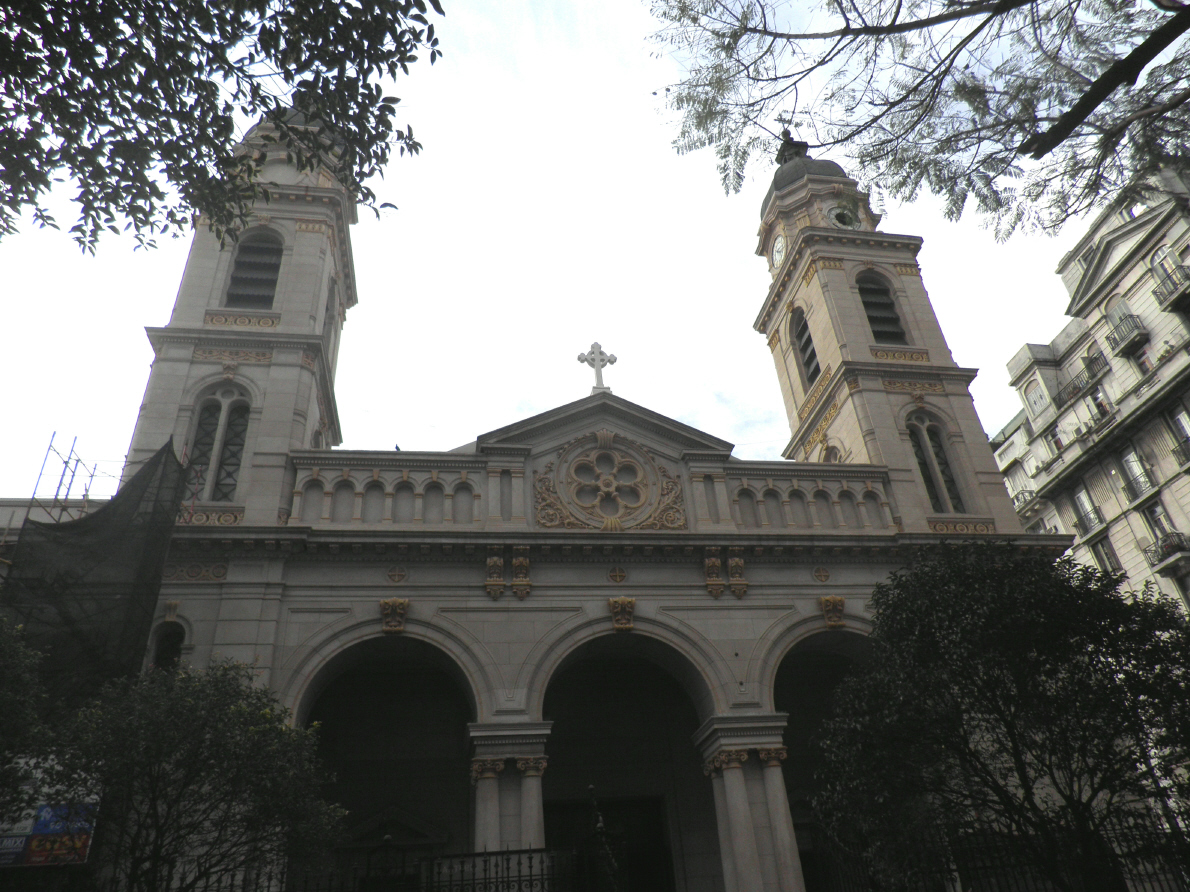
Parroquia Nuestra Señora de Balvanera
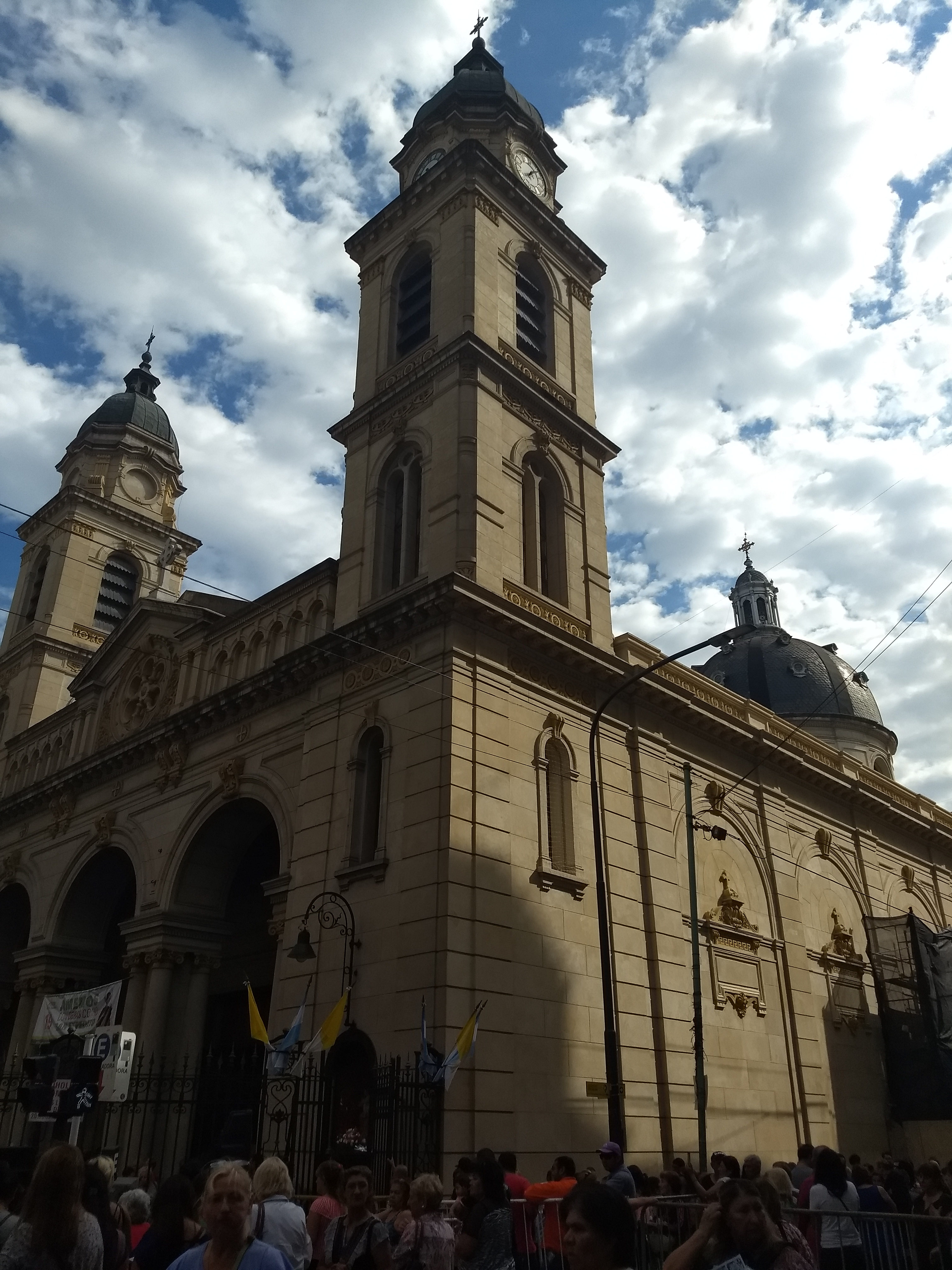
Festín de San Expedito
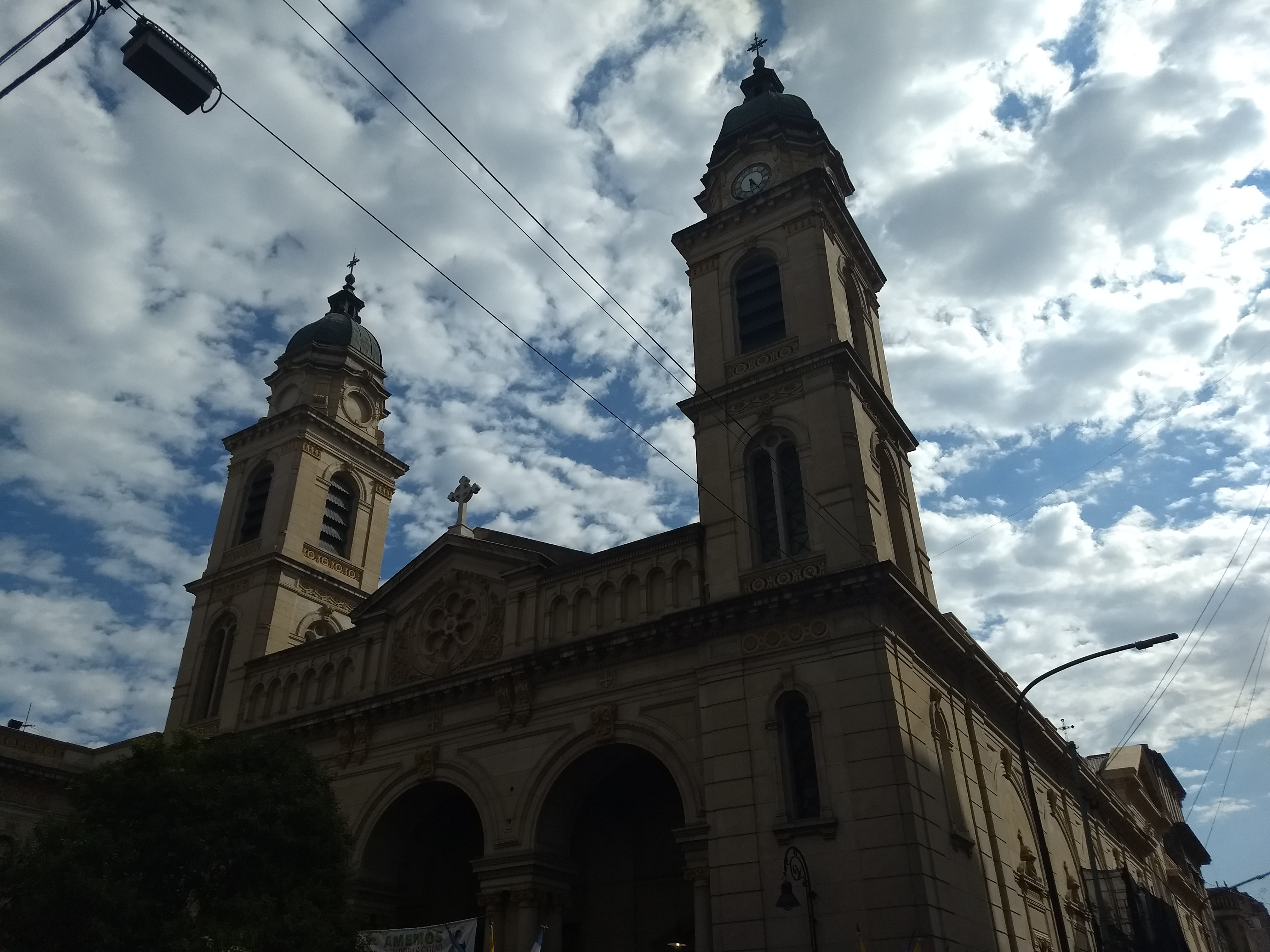
La Parroquia
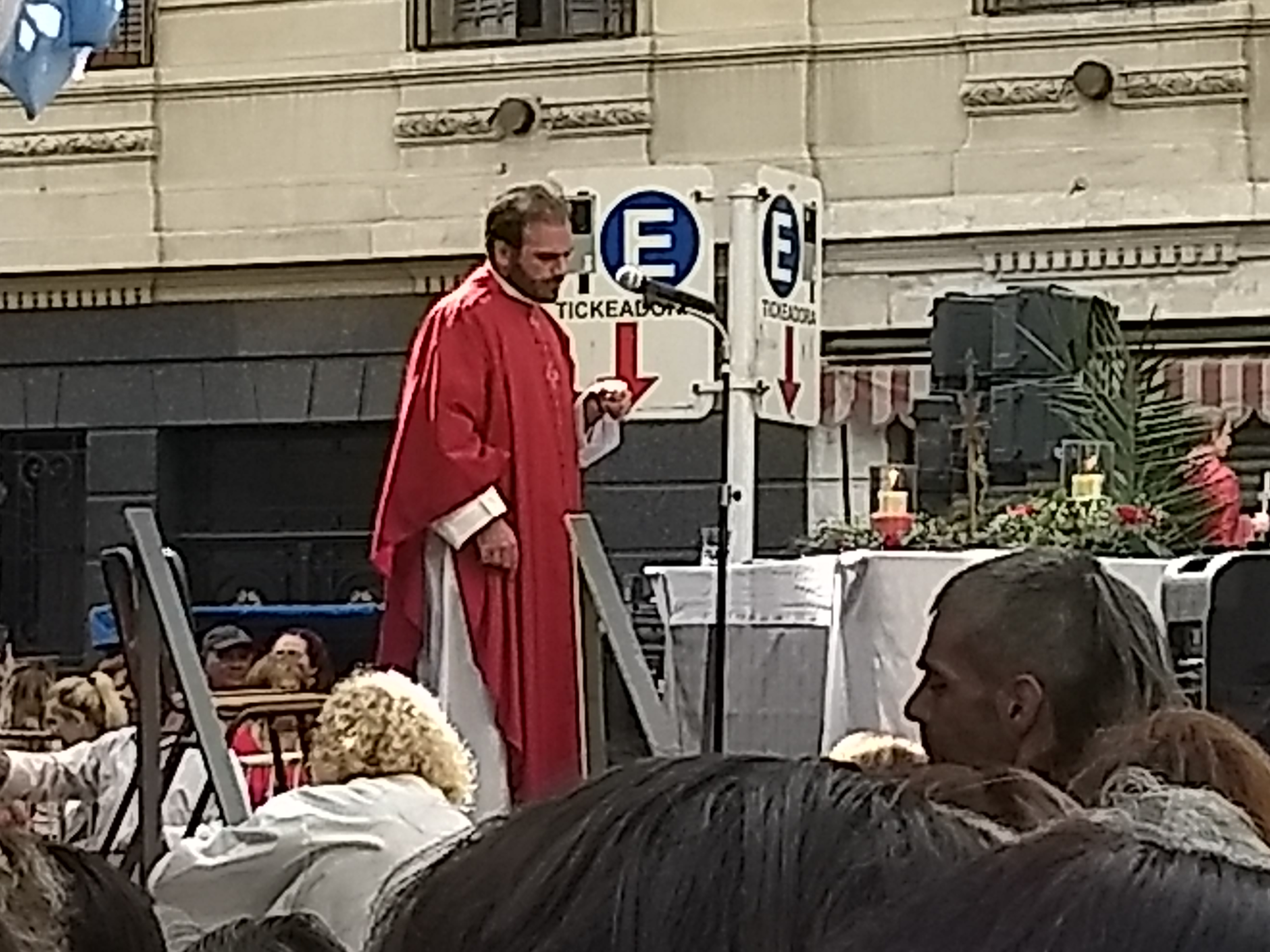
Festín de San Expedito
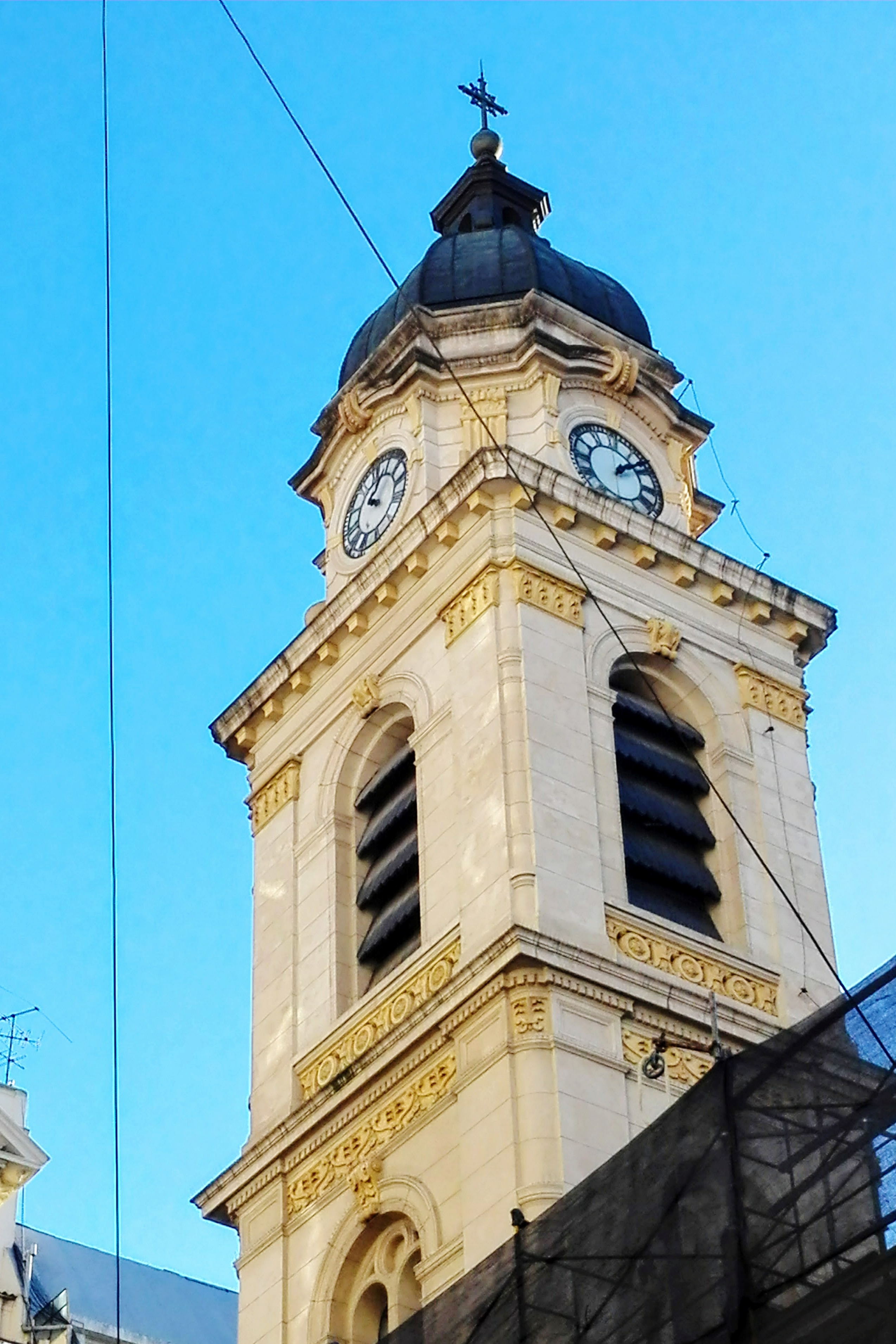
Detalle de Basílica Nuestra Señora de Balvanera